# روبرت ديركس
روبرت ديركس (بالإنجليزية: Robert M. Dirks)‏ هو كيميائي أمريكي، ولد في 29 مايو 1978 في بانكوك في تايلاند، وتوفي في 3 فبراير 2015 في فالهالا في الولايات المتحدة.